# 698

## Събития
- Арабският халиф Абд ал-Малик превзема Картаген